# Langona
Langona Simon, 1901 è un genere di ragni appartenente alla famiglia Salticidae.

## Caratteristiche
I caratteri distintivi delle specie di Langona hanno varie affinità col genere Aelurillus.

## Distribuzione
Le 35 specie oggi note di questo genere sono diffuse in varie regioni dell'Africa e dell'Asia, in particolare: 
- Africa: Sudan, Etiopia, Namibia, Tanzania, Senegal, Sudafrica, Egitto, Kenya e Congo
- Asia: Afghanistan, Cina, Bhutan, India, Hong Kong, Israele, Arabia Saudita, Turkmenistan, Siria e Yemen[2]

## Tassonomia
A maggio 2010, si compone di 35 specie:
1. Langona alfensis Heciak & Prószynski, 1983 — Sudan, Etiopia
2. Langona aperta (Denis, 1958) — Afghanistan
3. Langona atrata Peng & Li, 2008 — Cina
4. Langona avara Peckham & Peckham, 1903 — Africa meridionale
5. Langona bhutanica Prószynski, 1978 — Bhutan, Cina
6. Langona biangula Peng, Li & Yang, 2004 — Cina
7. Langona bisecta Lawrence, 1927 — Namibia
8. Langona bitumorata Próchniewicz & Heciak, 1994 — Tanzania
9. Langona bristowei Berland & Millot, 1941 — Africa occidentale e centrale
10. Langona goaensis Prószynski, 1992 — India
11. Langona hongkong Song et al., 1997 — Hong Kong
12. Langona improcera Wesolowska & Russell-Smith, 2000 — Tanzania
13. Langona kurracheensis Heciak & Prószynski, 1983 — India
14. Langona maculata Peng, Li & Yang, 2004 — Cina
15. Langona magna Caporiacco, 1947 — Africa orientale
16. Langona maindroni (Simon, 1886) — Senegal
17. Langona mallezi (Denis, 1947) — Egitto
18. Langona manicata Simon, 1901 — Sudafrica
19. Langona mediocris Wesolowska, 2000 — Zimbabwe
20. Langona minima Caporiacco, 1949 — Kenya
21. Langona oreni Prószynski, 2000 — Israele
22. Langona pallida Prószynski, 1993 — Arabia Saudita, Afghanistan
23. Langona pallidula Logunov & Rakov, 1998 — Turkmenistan
24. Langona pecten Próchniewicz & Heciak, 1994 — Kenya, Tanzania
25. Langona pilosa Wesolowska, 2006 — Namibia
26. Langona redii (Audouin, 1826)[3] — Egitto, Israele, Siria, Yemen
27. Langona rufa Lessert, 1925 — Etiopia, Africa orientale
28. Langona senegalensis Berland & Millot, 1941 — Senegal
29. Langona simoni Heciak & Prószynski, 1983 — India
30. Langona tartarica (Charitonov, 1946) — Yemen, Asia centrale, Cina
31. Langona tigrina (Simon, 1885) — India
32. Langona trifoveolata (Lessert, 1927) — Congo
33. Langona ukualuthensis Lawrence, 1927 — Namibia
34. Langona vitiosa Wesolowska, 2006 — Namibia
35. Langona warchalowskii Wesolowska, 2007 — Sudafrica